# Dömötör (keresztnév)
A Dömötör férfinév a Demeter férfinév önállósult alakváltozata.

## Rokon nevek
- Döme:[1] a Dömötör régi magyar beceneve.[2]
- Dömös:[1] a Dömötör régi magyar beceneve.[2]

## Gyakorisága
Az 1990-es években a Dömötör, Döme és a Dömös szórványos név volt , a 2000-es években nem szerepelnek a 100 leggyakoribb férfinév között.

## Névnapok
Dömötör
- április 9.[2]
- október 8.[2]
- október 26.[2]

Döme:
- április 9.[2]
- augusztus 4.[2]
- szeptember 27.[2]
- október 25.[2]

Dömös:
- október 9.[2]
- október 25.[2]

## Híres Dömötörök, Dömék és Dömösök
- Dömötör vagy Demeter esztergomi érsek, bíboros (†1387)
- Dömötör nyitrai, veszprémi és erdélyi püspök (†1398)
- Sztójay Döme magyar miniszterelnök
- Dörmögő Dömötör,  1957-ben alakult, kisgyermekeknek szóló kulturális folyóirat
- Dörmögő Dömötör mesealak, Sebők Zsigmond több könyvének főhőse